# Phare de l'île Louët
Le phare de l'île Louët est une maison-phare située sur l'île Louët, à l'entrée de la baie de Morlaix, dans le Finistère.

## Description
Le phare de l'île Louët se situe sur un piton rocheux, à proximité du château du Taureau. 
Il s'agit d'une tour carrée blanche avec un haut noir, adossée au pignon d'une maison d'habitation.
Il n'est plus gardienné depuis 1962, année de son automatisation complète.
La maison des anciens gardiens est gérée par la ville de Carantec et peut être louée pour un séjour maximal de deux jours et deux nuits (entre avril et octobre) .